# 雷科萊塔 (智利)

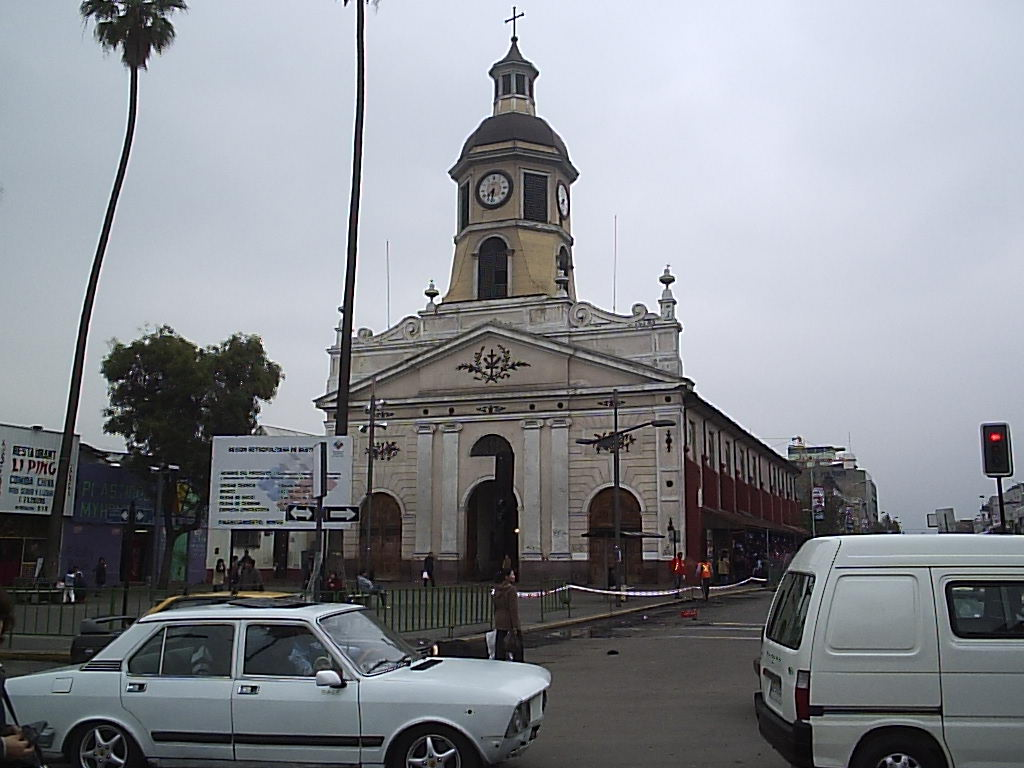

雷科萊塔（西班牙語：Recoleta），是智利的城鎮，位於該國中部聖地亞哥首都大區的聖地亞哥省，始建於1981年，面積16.2平方公里，2002年人口148220，人口密度每平方千米9100人。现任市长为智利共产党党员丹尼尔·贾杜。
33°24′S 70°38′W / 33.400°S 70.633°W